# Хорватский домобран
Хорватский домобран (хорв. Hrvatski domobran) — хорватская эмигрантская газета, близкая к движению усташи. Выходила как еженедельник и как информационный бюллетень одноимённой организации, аргентинское отделение которой было основано в тот период. Ставила целью привлечение хорватских эмигрантов в Аргентине и других странах в ряды усташей.

## История
Издание основал доктор Бранимир Елич во время своего визита в Аргентину в июне 1931 года. В передовице первого номера, датированного «год II, номер 1, 12 июня 1931 года», указывалось, что это продолжение загребского издания  Хорватский домобран, выходившего в 1928 году.
Газета издавалась до осени 1944 года.

## Редакторы
- Бранимир Елич (от номера 1, 12 июня 1931 — до номера 42, 26 марта 1932)[2]
- Бранимир Елич и Анте Валента (с номера 43, 2 апреля 1932 года — до номера 45, 16 апреля 1932 года)[2]
- Анте Валента (от номера 46, 23 апреля 1932 г. — до сентября 1934 г.)[2]
- Златко Фрайсман Шалкович (с сентября 1934 по май 1935)[2]
- Анте Валента и Златко Фрайсман Шалкович (с мая 1935 до 28 сентября 1944)[2]